# Hawke's Bay Hawks
Pour les articles homonymes, voir Hawkes, Bay et Hawks.
Maillots
Les Hawke's Bay Hawks sont un club néo-zélandais de basket-ball basé à Napier. Il appartient la National Basketball League, le plus haut niveau en Nouvelle-Zélande.

## Palmarès
- National Basketball League : 2006

## Entraîneurs
- 2004-2010 :  Shawn Dennis
- 2011-2012 :  Paul Henare
- 2013 : / Tab Baldwin
- 2020- :  Daniel Nelson

## Joueurs célèbres ou marquants
- Willie Burton